# Judith Mayencourt
Judith Mayencourt, née le 13 mai 1966 à Saxon, est une journaliste suisse valaisanne. 

## Biographie
Elle étudie au collège de Saint-Maurice puis obtient une licence ès lettres de l'Université de Genève (français, littérature médiévale et histoire).
Avant sa carrière de journaliste, elle travaille durant quelques années, dès 1988/89, comme enseignante au Cycle d'orientation de Monthey (secondaire).
Elle travaille d'abord à l'Express de Neuchâtel comme correspondante à La Neuveville (canton de Berne) puis passe au pool des radios locales, pour qui elle devient la première correspondante à travailler au Palais fédéral. Elle s'intéresse ensuite à la presse magazine et collabore durant deux ans à L'Hebdo, avant de reprendre son micro. De 1999 à 2002, elle est correspondante au Palais fédéral pour la Radio suisse romande et se distingue par ses éditos musclés.
Elle entre ensuite à la Télévision suisse romande où elle devient correspondante au Palais fédéral. Elle dirige à plusieurs reprises des tables rondes au sujet de la politique fédérale ou des campagnes de votations. Elle présente par la suite le journal télévisé aux côtés de Catherine Sommer et Laurent Huguenin-Elie. Dès janvier 2006, elle est chargée avec Tania Chytil de la première tranche du journal de 19 - 20 h.
En 2015, elle est cheffe de la rubrique nationale à la Tribune de Genève. Elle publie également dans Le Figaro.
En 2017, elle est chargée de communication de la ville de Sion.